# Steve Caballero

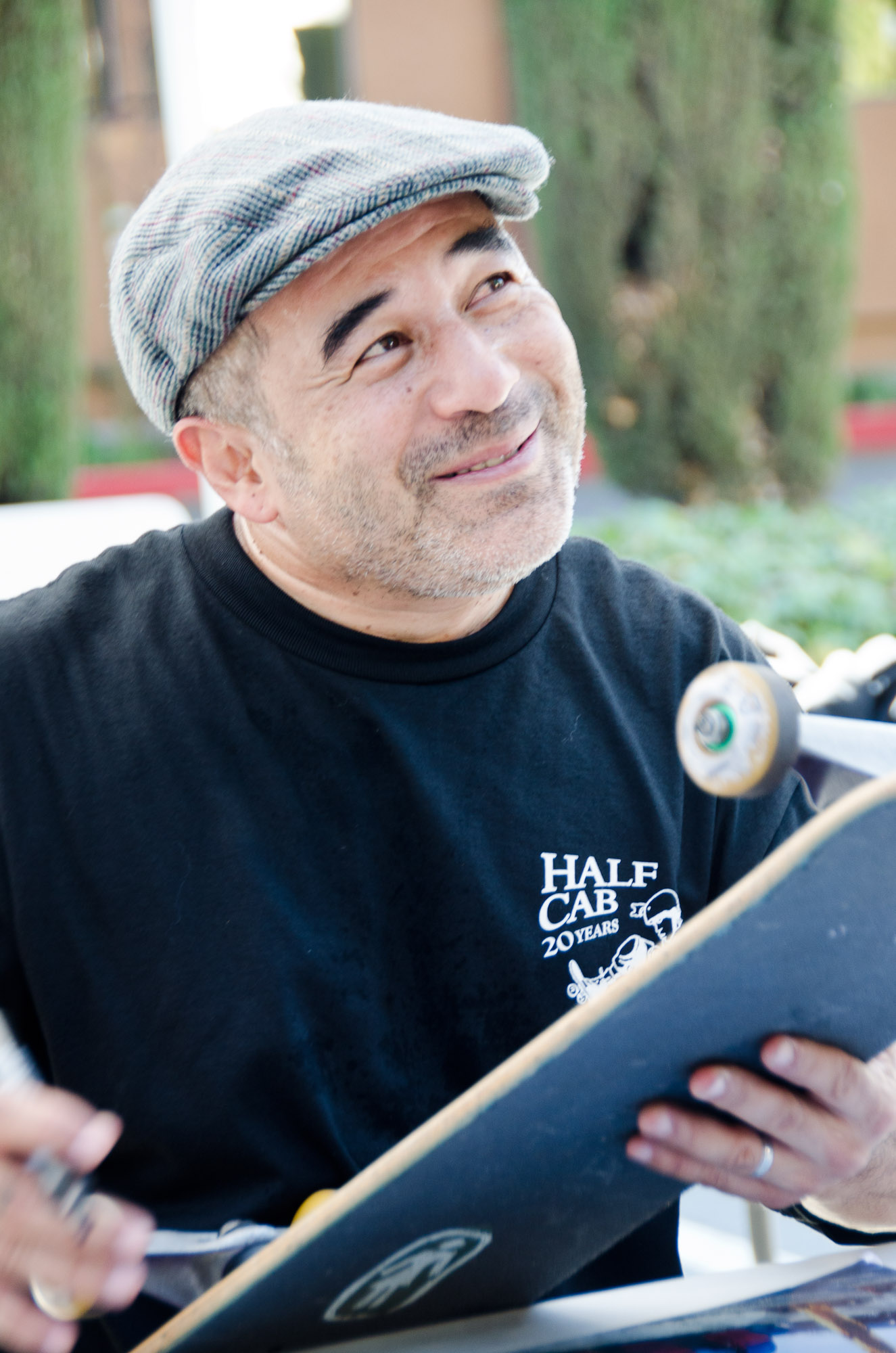
Steve Caballero in 2012

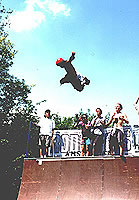
Hoge method air, Amsterdam 1989.

Steve Caballero (San Jose, 8 november 1964) is een Amerikaanse professionele skateboarder.
Hij is geboren met scoliose (gedraaide ruggengraat). Daarom groeide een van zijn nekwerveluitsteeksels langer dan de andere, waardoor zijn hoofd telkens naar 1 kant overhelt en het lijkt alsof hij mank loopt.
Caballero startte op 12-jarige leeftijd (in 1976) met het skateboarden. Op zijn 15e werd hij als amateur door Powell Peralta gesponsord (1978). In 1980, in het Oasis Skatepark, Zuid Californië tijdens de Gold Cup series werd hij pro. Hij is lid van de Bones Brigade, die wereldwijde tournees maakt en waardoor zijn boards over de hele wereld verkopen. Zijn huidige sponsors zijn Powell Peralta Skateboards, Krux Trucks, Autobahn Wheels, Red Dragon, en Vans. Caballero heeft, net als de meeste andere leden van de Bones Brigade, op de cover van Thrasher Magazine en diverse andere publicaties gestaan.
Hij ontdekte de Caballerial, een fakie 360° ollie rond 1980, in de 3m hoge pool van het Winchester Skatepark in Campbell, Californië. De variatie daarop, de half-Cab, en de frontside rock n' roll slide (tegenwoordig vaker benoemd als een frontside board slide) zijn ook door hem ontwikkeld.
Naast het skaten is hij lid geweest van diverse punk bands zoals The Faction, Odd Man Out, Shovelhead en Soda. Steve schildert, rijdt motorcross, en is een fan van zelfbouw auto's: de hot rods. Caballero is gescheiden en heeft een dochter, Kayla Leslie.

## Wedstrijdgeschiedenis
- 1979: 2e plaats, Winchester Open (San José)
- 1983: 1e plaats Upland Pro-Am (Californië): pro pool.
- 1988: 1e plaats Titus World Cup (Duitsland): streetstyle.
- 1989: 1e plaats NSA (Hawaï): mini ramp.
- 2011: 1e plaats Vert Attack 5 (Malmo, Zweden): Vert